# Томас Ґанн
Томас Френсіс Вільям Ґанн (нім. Thomas William Francis Gann; 13 травня 1867 Морріск графство Мейо, Ірландія — 24 лютого 1938 Лондон) — археолог і дослідник руїн цивілізації мая на території сучасного Белізу; лікар за фахом.

## Життєпис
Томас Ґанн народився у графстві Мейо, в сім'ї Вільяма Ґанна Вітстабля (*1842-) та Роуз Гарві (*1838-). У 1894 році він був призначений помічником лікаря у Белізі, де він прожив майже 25 років.
Освіту здобув у Королівській школі, Кентерберійській та в Медичній школі.
Окрім своєї медичної діяльності, Ґанн присвятив себе вивченню археологічних руїн культури мая та був першим археологом в цій частині Центральної Америки. Він першим дослідив руїни Шунантуніча у (1894—1895, 1924), також досліджував Ламанай (1903, 1924—1925 рр.), Коба. Томас Ґанн також побував у Юкатані, досліджуючи там руїни міст мая.
Він написав багато книг про свої відкриття. Томас Ґанн був членом Королівського географічного товариства.
З 1919 р. до 1938 р. Томас Ґанн був викладачем у нещодавно створеному Інституті археології Ліверпульського університету. Томас Ґанн одружився у 1929 році з Мері Вілер.
Помер Томас Ґанн 24 лютого 1938 року в лондонському будинку перестарілих.